# 中华人民共和国中医药法
《中华人民共和国中医药法》是一部中华人民共和国法律，该法律于2016年12月25日在第十二届全国人民代表大会常务委员会通过，并于2017年7月1日起施行。

## 立法缘由
《中华人民共和国中医药法》的第一条是“为了继承和弘扬中医药，保障和促进中医药事业发展，保护人民健康，制定本法。”

## 实施
《中华人民共和国中医药法》的最后一条是“本法自2017年7月1日起施行。”